# Hyracodontidae
Hyracodontidae é uma família de rinocerontes pré-históricos encontrada na América do Norte, Europa e Ásia do Eoceno até o Mioceno.
Quatro subfamílias estão descritas para este grupo: Indricotheriinae,Triplopodinae,Eggyspdontinae e Hyracodontinae.